# 千年王国
千年王国（せんねんおうこく、英語: Millenarianism（ミレナリアニズム）、英語: Millenarism（ミレナリズム）、英語: Millennialism（ミレニアリズム）、言語は ラテン語  Millenariusと-ismから。英語: Chiliasmとも）主義、あるいは千年帝国主義は、宗教的、社会的、政治的なグループまたは運動の信念であり、社会の根本的な変革が到来し、その後「すべてが変化する」というものである。千年王国主義は世界中の様々な文化や宗教に存在し、変革の解釈も多様である。

## 概要
千年王国主義の運動は、大きな災害や革新的な出来事の後に社会が根本的に変化すると信じている。
（特定の宗教を支持しない）世俗的なものもあれば、宗教的なものもあり、必ずしもキリスト教の千年王国（至福千年説、ミレニアリズム）の信仰の運動と関連しているわけではない。
新約聖書の「ヨハネの黙示録」を典拠とした千年王国説は、時代や場所によって様々に解釈されてきたが、「前千年王国説」は「千年王国の前に再臨するキリストみずからが千年王国を建設する」と考え、終末論の色が濃く、「後千年王国説」は「教会あるいは人間の努力によって千年王国を建設する」と考え、楽観的な傾向が強く、その意味合いは正反対である。

千年王国説を信じる者は、英語で「millenarian」や「millenary」と呼称されている。

## キリスト教

### 千年王国の概要
終末の日が近づき、キリストが直接地上を支配する千年王国（至福千年期）が間近になったと説く。千年王国に入るための条件である「悔い改め」を強調する。また、至福の1000年間の終わりには、サタンとの最終戦争を経て最後の審判が待っているとされる。千年王国に直接言及する聖書の箇所は、ヨハネの黙示録20章1節から7節。

### 三つの立場
千年王国に入る時期をめぐって、三つの立場がある。
1. 前千年王国説（千年期前再臨説-イエス・キリストの再臨の後に千年期があるとする説）
2. 後千年王国説（千年期後再臨説-千年期の後にイエス・キリストが再臨するとする説）
3. 無千年王国説（文字通りの存在ではなく、霊的、天的なものとする説）

1は千年王国を文字通り解釈する。歴史的には3世紀までの初代教会がこの立場であった。キリスト再臨の切迫を強調する傾向が強い。前千年紀説をとる者の多くは、次のように考える。以下は艱難前携挙説の説明である。「まずキリストが空中に再臨し、クリスチャンを空中にひきあげ（携挙）、その後大きな困難が地上を襲う（艱難時代と呼ばれる）。艱難期の最後にハルマゲドンの戦いが起こり、そのときキリストは地上に再臨し、サタンと地獄へ行くべき人間を滅ぼし、地上に神が直接統治する王国を建国する。千年が終わった後に新しい天と地（天国）が始まる。」艱難前携挙説はキリスト教根本主義者のうち、ディスペンセーション主義の強調点であった。前千年王国説を支持する立場で、艱難前携挙説をとらない立場もある。
2は「地上での人間の歴史が進む中でキリスト教化が進み霊的な祝福期間（1000年）に入り、その終わりにキリストが再臨し、最後の審判が行われ、サタンが滅ぼされる」というものであり、比較的穏健とされたが、二度の大戦を経て廃れた考えである。だがキリスト教再建主義の特徴として後千年紀説の強調がある。
3は、コンスタンティヌス大帝後、ローマ帝国が国教化し、アウグスティヌスが『神の国第2巻』で唱えてからローマ・カトリックで支配的になった考えである。正教会、プロテスタント等、伝統教派は地上の教会が神の国であるとし、前千年王国説を否定している。ただし、アウグスティヌスは初期に前千年王国説を支持していた。

### 千年王国の具体的内容
上記ヨハネの黙示録20章1節から7節にかけて示される千年王国の具体的な内容は、同17章・18章・12章・13章・14章・19章・20章・21章で示されている。以下、時系列順に並べる。

### 怒りの葡萄
ヨハネの黙示録14章と19章と同様の文章が先行するイザヤ書に書かれている。

## 新宗教と千年王国
キリスト教の千年王国説とは区別されてはいるが、新宗教に独自の千年王国を主張する者がいる。またナチス・ドイツ（大ドイツ国）は第三帝国を千年王国と称したが、ノーマン・コーン等によればマルクス主義にも千年王国と同様の思想が見られる。この説を受けた三石善吉によれば、中国の太平天国の乱は元より、仏教の弥勒思想に千年王国思想を刺戟伝播して発生した大乗の乱等に、千年王国思想が見られる。千年王国思想は
1. 信徒が享受するもので、
2. 現世に降臨し、
3. 近々現れ、
4. 完璧な世界であり、
5. 建設は超自然の者による
という共通した世界観を持ち、
a. この世は悪に染まっており、
b. 全面的に改変する必要があり、
c. それは人間の力では不可能で、神のような者によらねばならず、
d. 終末は確実に、そろそろやってきて、
e. 来るべきミレニアムでは、信徒以外は全員居場所を失う、
f. そのため、信徒を増やすべく宣伝しなければならない。
という「症状」を伴う。これをふまえると、1818年のセイロンの大反乱、1902年のピー・ブンの乱、1930年のサャー・サンの乱、ヴェトナムの宝山奇香も含まれる。というより、「千年王国の影響のない時代を探す方が難しい」（マイケル・バークン）ほどだという。安丸良夫は、出口なおの神掛かりによって誕生し大正時代～昭和初期に爆発的発展を遂げた新宗教「大本」の原教義は、上記の千年王国思想とよく一致すると指摘する。第一次世界大戦以降の大本（当時は皇道大本）は「大正十年立替説」という激烈な終末論を展開して大反響を引き起こし、1921年（大正10年）の第一次大本事件を招いた。弾圧から立ち直った1930年代初頭の大本は教祖出口王仁三郎の指導により超国家主義運動団体へと変貌する。安丸は国家主義的神道説と千年王国救済思想が結びついて発展した大本に対し「日本近代史の特徴を考えるうえで注目に値する」と述べる。
イギリスの政治哲学者ジョン・グレイは、ソヴィエト共産主義は、ナチズム同様、近代の千年王国であったという。

### 研究資料
- 鈴木中正 編『千年王国的民衆運動の研究　―中国・東南アジアにおける―』東京大学出版会、1982年2月。ISBN 978-4-13-026039-8。
  - 土屋健治、「鈴木中正編『千年王国的民衆運動の研究―中国・東南アジアにおける」『アジア研究』 1983年 30巻 2号 p.61-70, doi:10.11479/asianstudies.30.2_61, アジア政経学会
- 田野, 大輔「ヒトラーの真の敵：芸術の政治化のために」『大阪経大論集』第54巻第3号、大阪経大学会、2003年、95-113頁、ISSN 0474-7909。
- 三佐川亮宏 『紀元千年の皇帝―オットー三世とその時代』刀水書房、2018年
- 三石善吉『中国の千年王国』東京大学出版会、1991年4月。ISBN 978-4-13-030078-0。
- 安丸良夫『一揆・監獄・コスモロジー 周縁性の歴史学』朝日新聞社、1999年10月。ISBN 4-02-257433-X。第Ⅲ章「大本教の千年王国主義的救済思想」
- 髙山裕二「アメリカのデモクラシーの世論と宗教の境界 -トクヴィルとリヴァイヴァリズム-」『早稻田政治經濟學雑誌』第365巻、早稻田大學政治經濟學會、2006年10月31日、2-22頁、CRID 1050282677476973056。
- 吉田, 昌弘「ドイツ第三帝国の医療犯罪における言語の役割（<特集> 相互行為における言語使用：会話データを用いた研究）」『社会言語科学』第10巻第2号、社会言語科学会学会誌編集委員会、2008年、158-172頁、ISSN 13443909。
- グレイ, ジョン 松野弘訳 (2011), ユートピア政治の終焉―グローバル・デモクラシーという神話, 岩波書店

### 宗教書や教本
- アンリ・フォシヨン『至福千年』神沢栄三訳、みすず書房
- 岡山英雄 『子羊の王国』 いのちのことば社
- 尾山令仁 『聖書の教理』 羊群社